# Maladera hiekei
Maladera hiekei är en skalbaggsart som beskrevs av Frey 1972. Maladera hiekei ingår i släktet Maladera och familjen Melolonthidae. Inga underarter finns listade i Catalogue of Life.